# امی رید
امی رید (انگلیسی: Amy Ried؛ زاده ۱۵ آوریل ۱۹۸۵) بازیگر پورنوگرافی اهل ایالات متحده آمریکا است.